# Benjamin Netanyahu
Benjamin Netanyahu, detto Bibi (in ebraico בנימין נתניהו‎?; AFI: [binjaˈmin netanˈjahu]; ; Tel Aviv, 21 ottobre 1949), è un politico israeliano, primo ministro di Israele dal 29 dicembre 2022 e precedentemente dal 2009 al 2021 e tra il 1996 e il 1999.
Membro della Knesset e leader del partito conservatore Likud, è il primo leader ad esser nato nel Paese dalla sua fondazione nel 1948 e quello rimasto in carica più a lungo della storia d'Israele come capo del governo.

## Biografia
Netanyahu nacque nel 1949 a Tel Aviv, da genitori ebrei laici. Il padre, Benzion Mileikowsky (1910-2012), era un aschenazita polacco, originario di Varsavia, con origini sefardite; la madre, Tzila Segal (1912-2000), era di origini lituane, bielorusse e polacche. Il padre era professore emerito di storia e filosofia dapprima all'Università di Denver e poi all'Università Cornell, in cui teneva la cattedra di studi ebraici. Il nonno paterno, il rabbino Nathan Mileikowsky (nato a Krėva, in Bielorussia nel 1879), fu un fervente sionista ed oppositore del progetto Madagascar per gli ebrei.
È secondo di tre fratelli, il più grande dei quali era Yonatan Netanyahu (1946-1976), detto Yoni, che rimarrà poi ucciso durante un conflitto a fuoco nell'operazione Entebbe in Uganda. 
Crebbe sia a Gerusalemme che negli USA. Dal 1956 al 1958, e poi di nuovo dal 1963 al 1968, si trasferì con la famiglia in Pennsylvania. Ritornò in Israele subito dopo essersi diplomato nel 1967 per arruolarsi nelle forze di difesa israeliane, poco dopo la guerra dei sei giorni. Netanyahu divenne 'team leader' nell'unità di forze speciali Sayeret Matkal e prese parte a molte missioni, incluse l'operazione Regalo (1968) e l'operazione Isotopo (1972), per salvare i passeggeri di un volo dirottato da terroristi palestinesi, durante la quale fu ferito alla spalla. Netanyahu combatté in prima linea nella guerra d'attrito e nella guerra del Kippur nel 1973, prendendo parte ai raid delle forze speciali sul canale di Suez e poi guidando in profondità un commando d'assalto all'interno del territorio siriano. Netanyahu raggiunse il grado di capitano prima del ritiro dall'attività militare.
Si laureò al MIT col titolo di Bachelor of Science (SB) in architettura e un Master in Business Administration (MBA) presso la Sloan Business School dello stesso ateneo; Netanyahu divenne un consulente economico per il Boston Consulting Group. Termina la formazione accademica con il dottorato in scienze politiche presso l'Università Harvard. Tornò in Israele nel 1978 per fondare l'Istituto Anti-Terrore Yonatan Netanyahu, intitolato al fratello, morto due anni prima.

### Rappresentante permanente di Israele alle Nazioni Unite
Nel 1984 Netanyahu fu nominato Rappresentante Permanente di Israele alle Nazioni Unite dal primo ministro Yitzhak Shamir, incarico che mantenne sino al 1988. 

### Capo dell'opposizione in Parlamento (1993-1996)
Nel 1993 fu eletto alla Knesset prima di diventare il leader del partito conservatore Likud, portando il partito alla vittoria alle elezioni del 1996, per diventare il più giovane primo ministro dal 1948. A quelle elezioni, per la prima volta, gli Israeliani elessero in maniera diretta il loro primo ministro e Netanyahu fu eletto dopo un'ondata di attacchi terroristici contro i civili israeliani. Shimon Peres, primo ministro laburista dopo la morte di Yitzhak Rabin, assassinato da un fanatico ebreo dell'estrema destra israeliana, era inizialmente favorito nei sondaggi ma, non essendo riuscito a fermare gli attacchi terroristici, perse rapidamente la fiducia dell'elettorato. Il 3 ed il 4 marzo 1996, terroristi palestinesi organizzarono due bombardamenti suicidi in cui 32 cittadini israeliani vennero uccisi. Questi due attentati funsero da principale catalizzatore per la caduta di Peres.
Netanyahu fece campagna contro gli accordi stretti dal governo laburista con Yasser Arafat: pose come condizione per ogni progresso nelle trattative di pace che l'Autorità Nazionale Palestinese (ANP) rispettasse i suoi obblighi, principalmente al riguardo della lotta al terrorismo. Lo slogan della sua campagna fu: "Netanyahu - Per costruire una pace sicura". In ragione della sua educazione e della lunga esperienza americana, Netanyahu assunse il responsabile politico del Partito Repubblicano Arthur Finkelstein per gestire la sua campagna. Nonostante lo stile all'americana della campagna avesse provocato forti critiche all'interno di Israele, esso si provò vincente ed il partito del Likud ottenne il governo. Nel 1999 Ehud Barak seguì uno stile simile e assunse numerosi tecnici americani per sfidare lo stesso Netanyahu.

### Primo ministro (1996-1999)

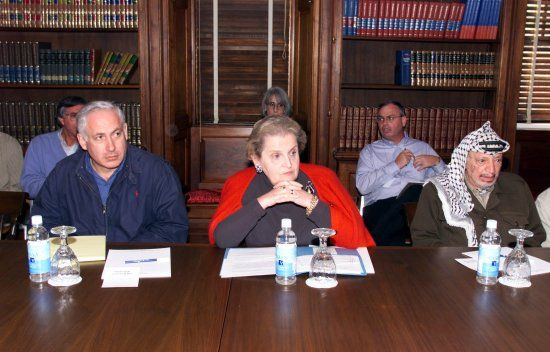
Da sinistra a destra: il primo ministro israeliano Benjamin Netanyahu, la Segretaria di stato americana Madeleine Albright e il capo palestinese Yasser Arafat durante le trattative sul Memorandum di Wye River, 16 ottobre 1998

Eletto primo ministro il 18 giugno 1996, Netanyahu negoziò con Yasser Arafat giungendo al Memorandum di Wye River. Nonostante il suo approccio alle negoziazioni di pace fosse popolare, fu accusato di tentare di porre in condizione di stallo ogni trattativa. Non ci fu infatti nessun progresso nelle trattative di pace con i palestinesi e Netanyahu non mise in atto le tappe che erano state decise negli accordi di Oslo.
Nel 1996 Netanyahu e il sindaco di Gerusalemme Ehud Olmert decisero di aprire un varco per il tunnel del Muro Occidentale. Questo causò tre giorni di rivolte da parte dei palestinesi che causarono perdite sia israeliane che palestinesi. Netanyahu fu contrastato dalla sinistra israeliana e perse il supporto della destra a causa delle sue concessioni ai palestinesi a Hebron e per le sue negoziazioni con Arafat.
Dopo una lunga serie di scandali e un'inchiesta che lo accusava di corruzione, in seguito archiviata, Netanyahu perse il favore del pubblico israeliano, la sua coalizione andò in frantumi e fu costretto ad indire elezioni anticipate nel 1999 .

### Ministro delle finanze (2003-2005)
Dopo esser stato sconfitto alle elezioni del 1999, Netanyahu lasciò la politica, lavorando nel settore privato. Tornato in politica nel 2002, ricoprì la carica di ministro degli esteri (2002-2003). In seguito, divenne ministro delle finanze (2003-2005), ma rassegnò le dimissioni il 9 aprile 2005 in segno di protesta contro il piano di ritiro da Gaza. Come ministro delle finanze, Netanyahu iniziò profonde riforme economiche che promossero la crescita.
Netanyahu riottenne la guida del Likud il 20 dicembre 2005, dopo che Sharon uscì dal Likud per fondare il nuovo partito Kadima. Nel dicembre 2006 diventa il portavoce ufficiale dell'opposizione nella Knesset ed è presidente del Likud.

### Primo ministro (2009-2021, 2022-presente)

#### Secondo mandato
Alle elezioni israeliane del 2009, il partito centrista di Kadima arriva primo, ma di solo un seggio; la sua leader, Tzipi Livni, manca la maggioranza necessaria in Parlamento. Netanyahu, arrivato secondo col Likud, si accorda con il capo di un partito di destra, Avigdor Lieberman, riuscendo ad assicurarsi la maggioranza. Ridiventa per la seconda volta primo ministro dal 31 marzo 2009 con una coalizione di partiti di destra, entrato in carica il 31 marzo.

#### Terzo mandato
Alle elezioni del 2013 il cartello elettorale di destra tra Likud e Beytenu ottiene il primo posto con 31 seggi, ma la Knesset si divide in due schieramenti di pari forza (60 seggi ai partiti di destra e confessionali ebrei e 60 a quelli di centrosinistra, laburisti e arabi). Netanyahu riceve così nuovamente dal presidente Shimon Peres l'incarico di formare il governo, ma l'assenza di una maggioranza lo costringe ad intavolare trattative con i partiti che non facevano parte della precedente coalizione, in particolare con i centristi dello Yesh Atid, il partito di Yair Lapid, outsider delle elezioni israeliane.
La difficoltà delle trattative politiche induce il presidente Peres a concedere a Netanyahu una proroga di ulteriori due settimane dopo l'infruttuoso decorso del termine ordinario di 28 giorni previsto per la formazione del governo. Alla fine il tentativo di Netanyahu riesce e il nuovo governo israeliano, sostenuto - oltre che dal Likud-Beitenu - anche da Yesh Atid, Focolare Ebraico e Hatnua, presta giuramento il 18 marzo 2013, potendo contare su una maggioranza di 68 parlamentari su 120.
Pochi giorni dopo il giuramento, il 22 marzo 2013, Netanyahu riceve la visita del presidente degli Stati Uniti Barack Obama. Dall'8 luglio al 26 agosto 2014, il governo israeliano impegna il proprio esercito nella campagna militare denominata operazione Margine di protezione contro le forze di Hamas nella striscia di Gaza, ennesimo capitolo del conflitto arabo-israeliano in quel territorio.

#### Quarto mandato

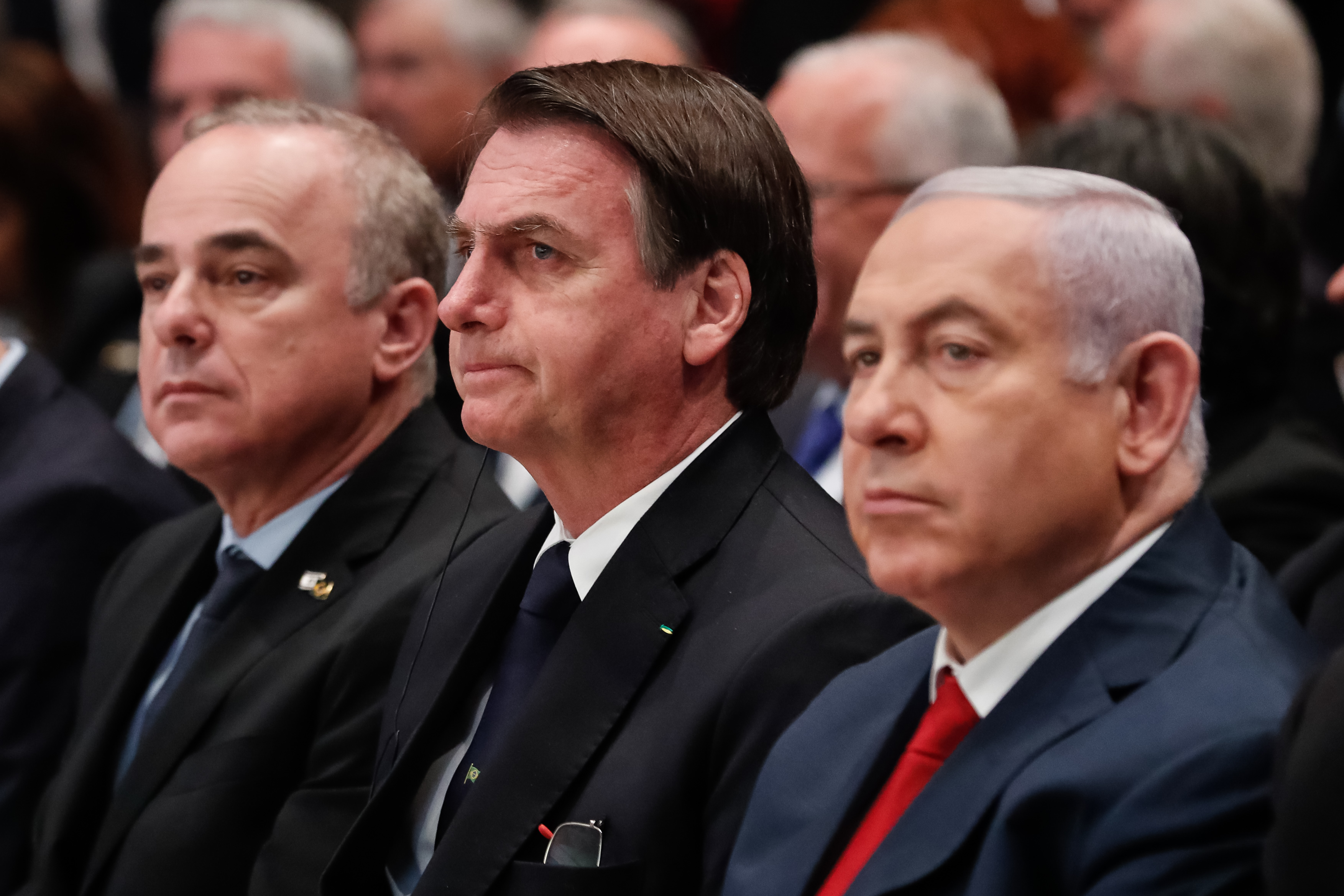
Il presidente brasiliano Jair Bolsonaro e Benjamin Netanyahu alla cerimonia di apertura della missione commerciale Brasile-Israele, 2 aprile 2019.

Le elezioni anticipate del 17 marzo 2015 segnano un'ulteriore conferma della leadership di Netanyahu, questa volta a sorpresa, visto che i sondaggi della vigilia lo davano sconfitto a vantaggio dell'avversario laburista Isaac Herzog. Invece il Likud mantiene il primo posto tra i partiti concorrenti e conquista 30 seggi alla Knesset. Così Netanyahu può essere confermato primo ministro di una coalizione con gli ultraortodossi di Shas e Giudaismo Unito nella Torah, col partito di centrodestra Kulanu, coi nazionalisti religiosi di La Casa Ebraica ed, a partire da maggio 2015, con la destra nazionalista di Israel Beitenu, guidata, come nel 2009, da Avigdor Lieberman, per un totale di 66 seggi su 120. Il 19 luglio 2018 viene approvata la «Legge fondamentale: Israele quale Stato nazionale del popolo ebraico». Con questa legge viene rafforzato il carattere giudaico dello Stato di Israele. Secondo i critici si tratta di una evoluzione autoritaria e illiberale.
Nel 2019 si svolgono due elezioni nazionali, il 9 aprile ed il 17 settembre, nelle quali il Likud ed i suoi alleati non riescono ad ottenere la maggioranza sufficiente in Parlamento per riformare nuovamente la coalizione di governo, vista la defezione e opposizione di Avigdor Lieberman, leader di un partito di destra. Netanyahu rimane intanto premier ad interim e il 25 settembre 2019 riceve l'incarico di formare il governo dal presidente Rivlin dicendosi disposto a formare un governo di coalizione con Benny Gantz, leader del partito Blu-Bianco, emerso nel frattempo come importante forza nel Paese. Ma lo stallo politico è continuato, impedendo il protrarsi della legislatura.

#### Quinto mandato
Anche una nuova elezione nazionale, nel 2020, non ha portato lunga stabilità: dopo la formazione di un Governo con Gantz, che prevedeva la rotazione dei premier, Netanyahu ha gestito la pandemia Covid-19 e siglato i cosiddetti "accordi di Abramo" che hanno portato, con la mediazione degli Stati Uniti, alla normalizzazione delle relazioni diplomatiche con Emirati Arabi Uniti e Bahrein. Ciononostante la sua coalizione è collassata nel dicembre 2020. Nuove elezioni anticipate, le quarte in meno di due anni, sono state fissate per il 23 marzo 2021. Anche a questa tornata elettorale Netanyahu si presenta come candidato premier, col Likud ancora primo nei sondaggi, con circa il 30%. Frattanto, si trova ad affrontare nuovi avversari politici, stanchi della sua lunga permanenza al potere, come Gideon Sa'ar, che con altri deputati ha abbandonato il Likud fondando un nuovo partito, proponendosi come alternativa.
Alle elezioni del marzo 2021 ottiene 52 seggi, non sufficienti per garantirgli una maggioranza all'interno della Knesset. Il 6 aprile 2021 il presidente d'Israele Reuven Rivlin gli affida l'incarico di formare il nuovo governo. Netanyahu avrà a disposizione 28 giorni per raggiungere la maggioranza dei 61 seggi all'interno del parlamento nazionale. Il 4 maggio rimette il mandato a Rivlin, in quanto non è riuscito a trovare un accordo con Naftali Bennett, leader del partito di estrema destra Yamina. Il presidente Rivlin ha dunque affidato il mandato di formare il governo ad Yair Lapid.

#### Sesto mandato
Dopo le elezioni del 2022, Netanyahu ha prestato nuovamente giuramento come primo ministro con la coalizione più a destra della storia politica di Israele. Ha iniziato ufficialmente il suo sesto mandato il 29 dicembre 2022.
I primi mesi del sesto mandato di Netanyahu sono stati incentrati su una proposta di riforma del ramo giudiziario, che ha suscitato ampie critiche. I critici hanno sottolineato gli effetti negativi che avrebbe avuto sulla Separazione dei poteri sul ruolo dell'Attorney General sull'andamento dell'economia del paese, sull'assistenza sanitaria, sulle donne e le minoranze, sui diritti dei lavoratori, sulla libertà di ricerca scientifica, sulla tenuta della democrazia in Israele e sulle future relazioni diplomatiche con gli stati esteri.
Dopo settimane di proteste pubbliche nelle strade di Israele, a cui si è unito un numero crescente di riservisti militari, il 25 marzo 2023 il ministro della Difesa Yoav Gallant si è espresso contro la riforma, chiedendo di fermare l'iter legislativo “per il bene della sicurezza di Israele”. Il giorno dopo, Netanyahu ha annunciato la sua intenzione di rimuovere Gallant dall'incarico, suscitando proteste ancora più vive. Netanyahu ha infine accettato di ritardare l'approvazione della riforma per un mese.

## Visione politica

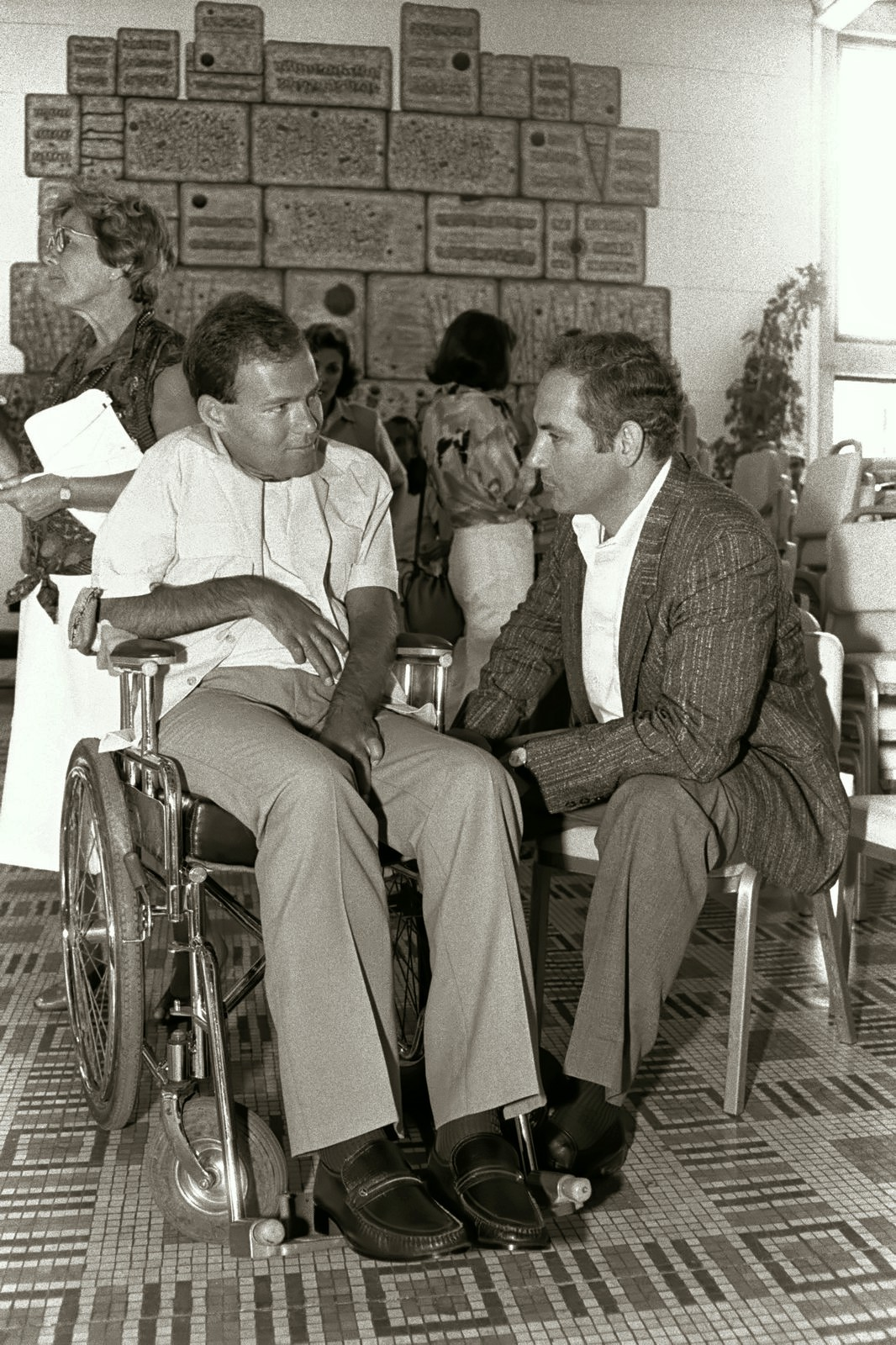
Netanyahu (a destra) con un soldato ferito e rimasto paralizzato nell'Operazione Entebbe, 2 luglio 1986

Nel 1978, Netanyahu apparve alla televisione locale di Boston, con il nome di “Ben Nitai”, dove sostenne che: “Il vero nocciolo del conflitto è lo sfortunato rifiuto arabo di accettare lo Stato di Israele... Per 20 anni gli arabi hanno avuto sia la Cisgiordania che la Striscia di Gaza e se l'autodeterminazione, come si dice ora, è il fulcro del conflitto, avrebbero potuto facilmente creare uno Stato palestinese”.
Nel 2015 dichiarò che Adolf Hitler, benché antisemita, non aveva alcuna intenzione di sterminare gli ebrei, voleva solo espellerli e mandarli in Madagascar o farli emigrare a forza nella Palestina mandataria britannica, ma fu convinto dal gran muftì di Gerusalemme Amin al-Husseini, capo palestinese e zio di Yasser Arafat, che non voleva l'emigrazione sionista, a mettere in pratica la soluzione finale della questione ebraica. Il leader dell'opposizione Herzog ha accusato Netanyahu di fare il gioco dei negazionisti dell'Olocausto.
Il 19 luglio 2018, il suo quarto governo approva la «Legge fondamentale: Israele quale Stato nazionale del popolo ebraico», con cui rafforza il carattere giudaico dello Stato di Israele. Secondo i critici, si tratta di una evoluzione autoritaria e illiberale.

## Vicende giudiziarie

### Corruzione (2019)
Nel gennaio 2017 iniziano le prime investigazioni di polizia su Netanyahu, che viene sospettato da un lato di avere ricevuto "favori inappropriati" da alcuni uomini d'affari, fra cui James Packer e Arnon Milchan dall'altro di accordi con l'editore del gruppo editoriale Yedioth Ahronot, Arnon Mozes, per promuovere leggi che danneggiassero i concorrenti del gruppo editoriale, in cambio di articoli più favorevoli per il governo di Netanyahu.
Nel 2019 viene formalmente incriminato di corruzione, frode e abuso d'ufficio per modifiche legislative effettuate al fine di favorire aziende di comunicazione ed importanti uomini d'affari.
Il processo è iniziato presso la Corte di Gerusalemme il 24 maggio 2020. È stato sospeso per qualche settimana dopo i fatti del 7 ottobre 2023, per poi riprendere nel mese di dicembre 2023.

### Crimini di guerra e contro l'umanità (2024)
Nel maggio 2024, il procuratore capo della Corte penale internazionale Karim Khan ha chiesto un mandato di arresto contro di lui, e contro il ministro della difesa Yoav Gallant, accusandoli di sterminio, utilizzo della fame come metodo di guerra, negazione di aiuti umanitari e stragi contro i civili. Tali mandati di arresto contro Netanyahu e Gallant (nel frattempo non più ministro) sono poi stati effettivamente emessi dalla Corte penale internazionale il 21 novembre 2024.

## Vita privata

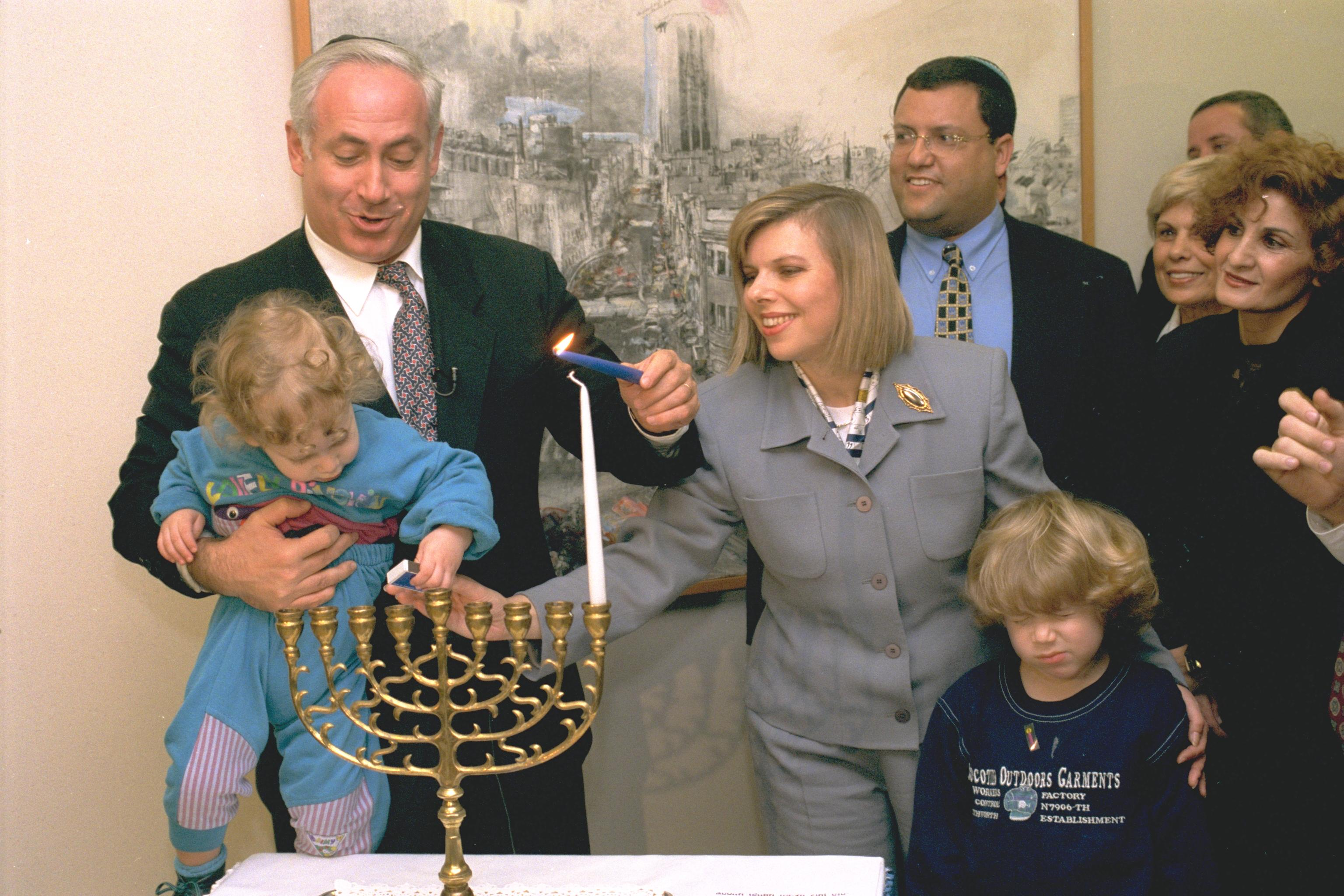
Netanyahu accende le candele di Hanukkah la prima sera nell'ufficio di Primo Ministro a Gerusalemme con sua moglie Sara e i loro figli Yair e Avner, 1996

Netanyahu è stato sposato tre volte. Il primo matrimonio di Netanyahu è stato con Miriam Weizmann, che ha incontrato in Israele. Weizmann viveva vicino all'appartamento dove alloggiava il fratello di Netanyahu, Jonathan, durante il servizio militare. Al termine del servizio di Netanyahu, Weizmann aveva conseguito una laurea in chimica presso l'Università Ebraica di Gerusalemme. Nel 1972 entrambi partirono per studiare negli Stati Uniti, dove lei si iscrisse alla Brandeis University e Netanyahu al MIT. Si sono sposati poco dopo. La coppia ha avuto una figlia, Noa (nata il 29 aprile 1978).
Nel 1978 Netanyahu incontrò una studentessa britannica non ebrea di nome Fleur Cates alla biblioteca dell'università, e iniziò una relazione. Il suo matrimonio finì con il divorzio poco dopo, quando Miriam scoprì la relazione. Nel 1981, Netanyahu sposò Cates e lei si convertì al giudaismo. Dopo essersi trasferita con Netanyahu in Israele, Cates fece causa per il divorzio nel 1988.
La terza moglie, Sara Ben-Artzi, lavorava come hostess su un volo El Al da New York a Israele quando si sono conosciuti. Lei stava per completare un master in psicologia. La coppia si è sposata nel 1991. Hanno due figli: Yair (nato il 26 luglio 1991), ex militare dell'Unità del portavoce dell'IDF, e Avner (nato il 10 ottobre 1994), campione biblico nazionale e vincitore del National Bible Quiz for Youth a Kiryat Shmona ed ex militare nel Combat Intelligence Collection Corps dell'IDF.
Nel 1993, Netanyahu ha confessato in diretta televisiva di aver avuto una relazione con Ruth Bar, la sua consulente per le pubbliche relazioni. Ha detto che un rivale politico aveva installato una videocamera segreta che lo aveva registrato in una posizione sessualmente compromettente con Bar, e che era stato minacciato di rilasciare il nastro alla stampa a meno che non avesse lasciato la corsa alla leadership del Likud. Netanyahu e Sara hanno rimesso in sesto il loro matrimonio e lui è stato eletto alla guida del Likud. Nel 1996, i media hanno riferito che aveva un'amicizia da 20 anni con Katherine Price-Mondadori, una italo-americana. Durante gli anni '90, Netanyahu ha criticato questa intrusione mediatica nella sua vita privata, sostenendo che i rivali politici, incluso David Levy, aveva assunto investigatori per cercare di raccogliere prove di presunti affari.
Il 1º ottobre 2009, sua figlia Noa Netanyahu-Roth (sposata con Daniel Roth) ha dato alla luce un bambino, Shmuel. Nel 2011, Noa e suo marito Daniel hanno avuto un secondo figlio di nome David, e nel 2016 una figlia. Noa è una "baalat teshuva" (una persona nata da una famiglia laica che è tornata al giudaismo ortodosso) e vive a Mea Shearim con la sua famiglia.